# Cessna 421
O Cessna 421 Golden Eagle é um avião bimotor fabricado pela empresa americana Cessna Aircraft Company, com capacidade para transportar até seis passageiros. Foi desenvolvido a partir do modelo Cessna 411, a principal diferença entre as duas versões é a cabine pressurizada do Golden Eagle.